# تيفاني هولمز
تيفاني هولمز (بالإنجليزية: Tiffany Holmes)‏ هي فنانة أمريكية، ولدت في 1964 في بالتيمور في الولايات المتحدة.